# Rhomborhina hiekei
Rhomborhina hiekei är en skalbaggsart som beskrevs av Ruter 1965. Rhomborhina hiekei ingår i släktet Rhomborhina och familjen Cetoniidae. Inga underarter finns listade i Catalogue of Life.